# Franny Armstrong
Franny Armstrong, född 3 februari 1972 i London, är en brittisk regissör, fotograf, filmproducent och manusförfattare.

## Filmografi
- The Age of Stupid (2009)